# 후안 카를로스 가르시아
후안 카를로스 가르시아(스페인어: Juan Carlos García, 1988년 3월 8일 ~ 2018년 1월 8일)는 온두라스의 축구 선수였으며 포지션은 왼쪽 풀백이다. 2018년 1월 8일 백혈병으로 사망했다.

## 클럽 경력
가르시아는 마라톤에 유스팀에 입단하였고 그곳에서 선수 생활을 시작하였다.

### 올림피아
2010년 7월 10일, 후안 카를로스 가르시아가 자유계약으로 올림피아에 입단하였다. 그는 이스파노를 2-0으로 이긴 경기에서 선수 팀 데뷔전을 치렀다. 가르시아는 두 번의 결승전에서 실망적인 모습을 보여, 클럽의 서포터들에게 강한 비판을 받았었다. 2010년 12월 11일, 아페르투라 레알 에스파냐와의 결승전 2차전에서, 그는 78분에 마리오 마르티네스를 머리로 들이박아서 퇴장을 당하였고, 경기는 추가 시간에 레알 에스파냐의 2-1 승리로 끝이 났다. 2011년 5월 15일에 열린 클라우수라 결승전 2차전에서, 아마도 게바라의 슈팅이 그의 머리를 맞고 그 볼이 골네트를 통과해버렸고, 모타과가 3-1 승리를 거뒀다.

### 위건 애슬래틱
2013년 7월 26일, 가르시아는 위건 애슬레틱과 3년 계약을 맺었다.

## 국가대표팀 경력
가르시아는 2009년 CONCACAF 골드컵에서 그레나다와의 경기에서 카를로스 팔라시오스의 교체선수로 출전하며 온두라스 축구 국가대표팀 데뷔전을 치렀다. 그의 데뷔골은 2014년 FIFA 월드컵 북아메리카 지역 예선에서 미국을 상대로 바이시클 슛을 시도하며 성공시켰다. 그는 지역 예선에서 총 4경기에 출전하였고 2011 코파 센트로아메리카나, 2011년 CONCACAF 골드컵에 참가하였다.